# Свети Димитър (Скопие)
Вижте пояснителната страница за други значения на Свети Димитър.
„Свети Димитър“ (на македонска литературна норма: „Свети Димитриј“) е православен храм в столицата на Северна Македония Скопие, бивша катедрална църква на Скопската епархия.
Църквата е разположена на входа на Старата Скопска чаршия срещу Даут паша хамам. В настоящия си вид църквата е от 1896 година. На мястото ѝ имало стар храм, съществуващ в XVI век. В 1727 година „Свети Димитър“ е спомената като катедрална църква. Църквата е обновявана в 1835, 1864, 1886 и в 1894 година. В 1896 година е цялостно преустроена под ръководството на Даме Дамянов, син на Андрей Дамянов, а иконостасът, куполната стенопис Божествена литургия и Христос Вседържител (темпера) са дело на Димитър Папрадишки.
В двора на църквата през 1909 година е погребан войводата Васил Аджаларски, а през 1917 година - полковник Борис Дрангов, но по-късно сръбските власти преместват костите му в градското гробище. 
В 1942 година църквата е изписана от Димитър Папрадишки.
През 2000 година зад църквата, от страна на Йован Стояновски и Мирослав Ризински е намерена изоставена и затрупана плоча със следния надпис: На прависе сия гробница съ пожертвование отъ православните българи въ 1864 л. мартъ 1-ий, Скопие. Днес тя се намира в Национално-историческия музей в София.
- Църквата отвътре